# Kutno (gmina wiejska)
Kutno – gmina wiejska w Polsce położona w województwie łódzkim, w powiecie kutnowskim. W latach 1975–1998 gmina administracyjnie należała do województwa płockiego.
Siedziba gminy to Kutno.
Gmina jest członkiem Związku Gmin Regionu Kutnowskiego.
Według danych z 31 grudnia 2007 gminę zamieszkiwało 8417 osób. Natomiast według danych z 31 grudnia 2017 roku gminę zamieszkiwało 8769 osób.
Według danych z 31 grudnia 2019 roku gminę zamieszkiwało 8716 osób.

## Struktura powierzchni
Według danych z roku 2007 gmina Kutno ma obszar 122,31 km², w tym:
- użytki rolne: 86%
- użytki leśne: 6%

Gmina stanowi 13,79% powierzchni powiatu kutnowskiego.

## Demografia

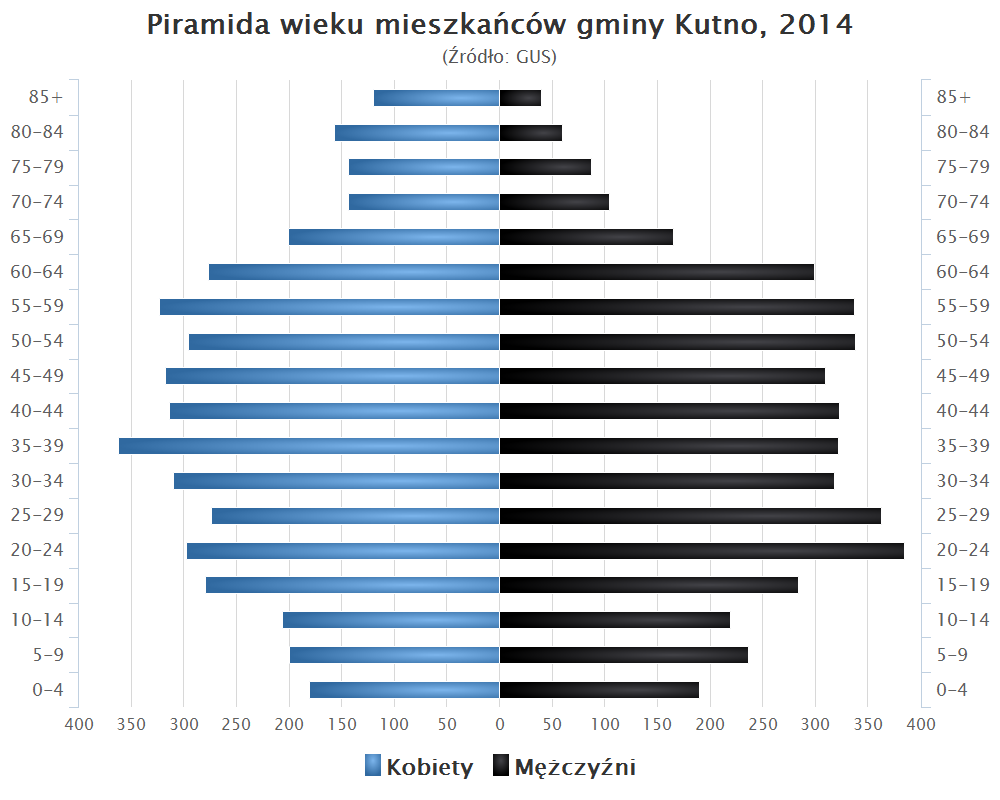
Piramida wieku mieszkańców gminy Kutno w 2014 roku

Dane z 31 grudnia 2007:
| Opis                              | Ogółem | Ogółem | Kobiety | Kobiety | Mężczyźni | Mężczyźni |
| --------------------------------- | ------ | ------ | ------- | ------- | --------- | --------- |
| jednostka                         | osób   | %      | osób    | %       | osób      | %         |
| populacja                         | 8417   | 100    | 4231    | 50,3    | 4186      | 49,7      |
| gęstość zaludnienia (mieszk./km²) | 69     | 69     | 35      | 35      | 34        | 34        |

## Sołectwa
Bielawki, Boża Wola, Byszew, Florek, Gołębiew Nowy, Gołębiewek Nowy, Gołębiewek Stary, Grabków, Gnojno, Julinki, Komadzyn, Kotliska, Krzesin, Leszczynek, Leszno, Malina, Marianki, Nagodów, Nowa Wieś, Piwki, Podczachy, Raciborów, Sieciechów, Sieraków, Stanisławów, Strzegocin, Wierzbie, Woźniaków, Wroczyny, Wysoka Wielka, Żurawieniec.

## Miejscowości niesołeckie
Adamowice, Adamów, Byszew-Kaczyn, Dębina, Dudki, Franki Wroczyńskie, Głogowiec, Gołębiew Stary, Kalinowa, Kalinowa (osada), Kolonia Sójki, Kolonia Strzegocin, Krzesin-Parcela, Krzesinówek, Kuczków, Michałów, Nowe Sójki, Obidówek, Ryków, Siemiennik, Stara Wieś, Włosków, Wysoka Duża.

## Sąsiednie gminy
Daszyna, Krośniewice, Krzyżanów, Kutno (miasto), Łanięta, Nowe Ostrowy, Oporów, Strzelce, Witonia